# Milena Findeis
Milena Findeis, geborene Renate Findeis (* 10. August 1957 in Pirka) ist eine österreichische Fotografin und Lyrikerin.
Sie lebt seit 1991 in Prag, etablierte dort das Büro der Österreich Werbung und arbeitete von 2000 bis 2012 in der Hotellerie. Seit 2008 ist sie Herausgeberin der literarischen, nicht kommerziellen Online-Sammlung Zeitzug. 2010 nahm sie am ersten Internationalen Lyrikfestival Meridian Czernowitz teil.

## Veröffentlichungen
- Interview mit Paul Auster, Erstveröffentlichung Kurier, 2. Juni 2008
- Zeitzug*. zweisprachiger Gedicht-Fotoband, Milena Findeis ins Ukrainische übersetzt von Peter Rychlo, Iryna Virkyrchak ins Deutsche übersetzt von Claudia Dathe. Meridian Czernowitz 2011